# Roux du Valais
Roux du Valais là một giống cừu có nguy cơ tuyệt chủng có nguồn gốc từ Thụy Sĩ.

## Lịch sử và ứng dụng
Roux du Valais là giống cừu bản địa của Thụy Sĩ, và đã sống sót mặc dù đã có sự tuyệt chủng của nhiều giống cừu bản địa khác của Thụy Sĩ. Nguồn gốc di truyền của nó không thể được biết đến một cách chắc chắn, nhưng nó được cho là liên quan đến giống cừu đồng cỏ đã chết Roux du Bagnes, và giống cừu thí điểm.
Roux du Valais được nuôi để lấy cả lông và thịt. Thịt của nó có chất lượng tốt và rất ít mỡ. Ngày nay, lông của nó chủ yếu được sử dụng trong các sản phẩm vải đặc biệt nặng. Đây là một thị trường khá hạn chế do số cá thể thấp của cừu Roux du Valais. Trong lịch sử, lông của nó đã rất phổ biến ở Thụy Sĩ để sử dụng trong đồ lót và vớ, vì nó được cho là có phẩm chất điều trị bao gồm khả năng chữa bệnh thấp khớp.

## Đặc điểm
Roux du Valais là một con cừu cỡ trung bình, với con đực nặng khoảng 65–85 kg và con cái có trọng lượng 50–65 kg. Cừu Roux du Valais có một màu nâu đỏ đặc biệt, [3] nhưng cũng có một loại màu đen cực kỳ hiếm được gọi là Lotschental. Cả hai giới đều có sừng. Cừu Roux du Valais chủ yếu sống ở các khu vực nói tiếng Pháp của Thụy Sĩ,<ref name="Mason's encyclopedia">nhưng đã mở rộng sang các khu vực khác trong những năm gần đây. Cừu Roux du Valais là một trong số ít các giống cừu còn sống sót bản địa của Thụy Sĩ.